# Expedición militar

Mapa representando la expedición ateniense a Sicilia en 415 a. C.

Expedición militar (del latín expeditio) es toda empresa de guerra en la que el teatro de la contienda se halla separado de la patria o base de operaciones, de modo que pueda considerarse cortada toda línea de comunicación.
El mar es el máximo obstáculo que puede romper esta línea, y aunque los adelantos modernos de la navegación haya quitado gran parte su importancia a dicho obstáculo, el cuerpo expedicionario se tiene que mover dentro de una órbita con entera independencia de la nación o Estado que la organizó y lo mandó a luchar a tierras lejanas. 
Igual efecto producen las grandes distancias terrestres, en el que el ejército expedicionario está separado de la patria por territorios que forzosamente han de ser amigos o por lo menos neutrales.
También se comprende con el nombre de expedición las correrías, incursiones o destacamentos en que una fuerza más o menos numerosa realiza a distancia del núcleo del ejército una operación militar secundaria. De manera que la expedición militar puede ser una operación parcial verificada por un cuerpo destacado del principal, en un territorio apartado del teatro de la guerra, que la guerra misma realizada en un teatro de operaciones, alejado o separado de la patria.
Las expediciones realizadas con ejércitos enteros que marchan a tierras lejanas o países ultramarinos, ofrecen todos los aspectos de la verdadera guerra, puesto que, en definitiva, no son otra cosa que campañas realizadas en teatros de operaciones que están separados por el mar o grandes extensiones de terreno de la patria.